# Final Fight (computerspelserie)
Final Fight is een serie computerspellen in het genre beat 'em up. De serie begon in 1989 met het gelijknamige spel Final Fight dat aanvankelijk werd ontwikkeld als arcadespel.

## Gameplay
Final Fight presenteert zich als 2D-spel waarbij de actie zich verplaatst van links naar rechts. In het spel bestuurt de speler de straatvechter Cody, de ninja Guy, of de burgemeester Mike Haggar.
De speler krijgt de opdracht de gekidnapte dochter van Haggar, genaamd Jessica, weer te bevrijden.
Oorspronkelijk heette het eerste spel Street Fighter '89, en was gepland als vervolg op de originele Street Fighter. Doordat de gameplay erg verschilde kreeg het de naam Final Fight. Het spel kwam uit als arcadespel, en werd geporteerd naar andere spelcomputers. Het tweede en derde deel is uitgekomen op de Super NES. Er zijn ook andere spellen onder de "Final Fight"-titel uitgekomen, maar deze maken geen onderdeel uit van de hoofdserie. Dit zijn parodieën, of volgens een andere verhaallijn.

## Spellen in de hoofdserie
- Final Fight (1989, Arcade, Super NES, Mega-CD, Amiga 500, Atari ST)
- Final Fight 2 (1993, Super NES)
- Final Fight 3 (1995, Super NES)

### Andere spellen
- Final Fight Guy (1991, Super NES)
- Mighty Final Fight (1993, NES)
- Final Fight Revenge (1999, Arcade, Saturn)
- Final Fight One (2001, Game Boy Advance)
- Final Fight: Streetwise (2006, PlayStation 2, Xbox)

## Personages
Personages die een belangrijke of terugkerende rol spelen in de serie zijn:
- Abigail
- Belger
- Carlos
- Cody
- Damnd/Thrasher
- Dean
- Edi. E
- El Gado
- Guy
- Haggar
- Hugo/Andore
- Kyle
- Lucia
- Maki
- Poison
- Rolento
- Sodom/Katana
- Two.P

## Trivia
Acteur Robin Williams maakte bekend dat hij zijn zoon Cody heeft vernoemd naar een personage uit een computerspel, vermoedelijk uit de Final Fight-serie.